# Cheminées Poujoulat (IMOCA, 2011)
Pour les articles homonymes, voir Cheminées Poujoulat.
Cheminées Poujoulat est un monocoque 60 pieds IMOCA (18,28 m) lancé le 12 mai 2011 et détruit le 24 décembre 2013. Il est signé Juan Kouyoumdjian et construit en carbone pré-imprégné-nomex par Décision. Il était skippé par le Suisse Bernard Stamm.

## Caractéristiques techniques
Après ses deux victoires dans la Velux 5 Oceans et son abandon dans le Vendée Globe 2008-2009, le navigateur suisse Bernard Stamm fait appel à l'architecte argentin Juan Kouyoumdjian, concepteur des deux derniers vainqueurs de la Volvo Ocean Race. Le projet début en 2009 et est financé par la Fondation de famille Sandoz.
La carène de Cheminées Poujoulat est très caractéristique du travail de Juan Kouyoumdjian avec les VOR70 de la Volvo Ocean Race et est considérée comme « la plus puissante du circuit, ». Les flancs sont verticaux et le bouchain très bas et très marqué de l'étrave au tableau arrière, avec un brion très plat en « queue de castor » assurent à Cheminées Poujoulat une grande stabilité longitudinale et une très faible surface mouillée. Cela a pour conséquence de cabrer la coque, d'avancer la vague devant l'étrave et de la reculer au niveau du tableau arrière et donc d'augmenter la puissance du bateau. Cet effet est renforcé par une très légère inflexion (du tableau arrière à la quille), ce qui permet d'augmenter la longueur à la flottaison dynamique.
Comme sur Banque populaire et Macif de Verdier-VPLP, les dérives sont inclinées vers l'intérieur pour agir comme un foil, mais elles sont placées à mi-chemin entre le mât et le bordé, pour un effet anti-dérive plus prononcé. À l'intérieur, Juan K s'est encore inspiré de Verdier en montant la table à carte sur un axe pivotant pour que Stamm, assis sur un pouf à bille, puisse porter son poids au vent.

## Historique
Le bateau est achevé au printemps 2011 et il réussit le test de retournement à 180° le 13 mai. Au mois d'août, il prend la deuxième place de l'Artemis Challenge de la semaine de Cowes puis la troisième de la Fastnet Race.
Au cours de la Transat Jacques-Vabre 2011, que Bernard Stamm court avec Jean-François Cuzon, Cheminées Poujoulat est heurté par un OFNI, occasionnant une voie d'eau à bord et conduisant à l'hélitreuillage de l'équipage. Le bateau abandonné est récupéré peu après, flottant entre deux eaux, en très mauvais état. Le chantier de réparation commence à Brest en janvier 2012 et dure quatre mois. Le bordé tribord est intégralement remplacé. Stamm a profité de ce chantier pour revoir la protection du rouf ; le nouveau rouf est réalisé chez JMV Industries, à Cherbourg.
Dans le Vendée Globe 2012-2013, Bernard Stamm rencontre dès les débuts de la course des problèmes avec ses hydrogénérateurs. Il choisit de faire escale dans une baie de l'île Enderby, dans les îles Auckland au sud de la Nouvelle-Zélande. Peu après son arrivée, une tempête menace de drosser Cheminée Poujoulat à la côte et Bernard Stamm reçoit l'aide d'un navire scientifique russe auquel il s'amarre. Il quitte Enderby pour une baie proche du port néo-zélandais de Dunedin, attirant la curiosité des Néo-Zélandais. Il parvient à réparer et repartir mais apprend peu après sa disqualification à la suite de l'assistance reçue à Enderby. Il obtient la réouverture du dossier mais heurte un OFNI qui arrache ses réparations. Privé d'énergie électrique, il est contraint à l'abandon, se faisant ravitailler en gasoil peu après son passage du cap Horn.
En 2013, Stamm participe à la Transat Jacques-Vabre, avec Philippe Legros, et termine à la quatrième place. Lors du convoyage pour revenir à Brest, Cheminées Poujoulat est frappé par la tempête Dirk dans la nuit du 23 au 24 décembre 2013, au sud des îles Scilly, dans la Manche. Le bateau se casse en deux au niveau des dérives à 180 milles nautiques à l'ouest de Brest, Bernard Stamm et David Guillou déclenchent la balise de détresse ; ils sont secourus par un navire norvégien tandis que le bateau disparaît . Ce naufrage suscite des interrogations sur les raisons de sa présence dans la zone en dépit des prévisions météorologiques et sur la conception du navire, qui s'est brisé en deux dans le creux d'une vague.
L'épave brisée du navire est repérée par la Marine nationale au large de l'Aber-Wrac'h, dans le Finistère, puis récupérée par l'équipe de Bernard Stamm et la SNSM le 11 janvier 2014,. Les expertises ont montré qu'une fissure avait pu se former à la suite d'un choc, entraînant la corrosion du sandwich qui aurait fini par céder.

## Palmarès
- 2011 
  - 2e de l'Artemis Challenge
  - 3e de la Fastnet Race
  - Abandon dans la Transat Jacques-Vabre, en double avec Jean-François Cuzon (voie d'eau)
- 2012
  - 4e de l'Europa Warm'Up
- 2013
  - Participation au Vendée Globe 2012-2013 (Disqualification)[20]
  - 4e de la Transat Jacques-Vabre 2013 accompagné de Philippe Legros[12]